# Hamamatsu Arena

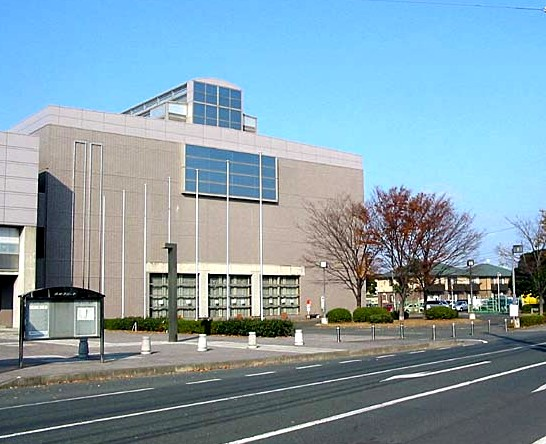
Hamamatsu Arena

Die Hamamatsu Arena (jap. 浜松アリーナ, Hamamatsu arīna) ist eine Halle in Hamamatsu für Konzerte und Sportereignisse. Sie wurde 1990 eröffnet und fasst 8000 Zuschauer, 3500 davon mit Sitzplätzen. Das Volumen beläuft sich auf 70.000 m³. Sie war Austragungsort einiger Vorrundenspiele der Basketball-Weltmeisterschaft 2006.